# 2024-es francia parlamenti választások
A 2024-es francia parlamenti választásokon, amelyet 2024. június 30-án és július 7-én tartottak, megválasztották a 17. francia Nemzetgyűlés 577 tagját. A választást azt követően rendelték el, hogy Emmanuel Macron elnök feloszlatta a parlamentet, miután a szélsőjobboldali Nemzeti Tömörülés (RN) kiemelkedően sikeres volt az európai választásokon.
A választáson négy fő blokk indult, az elnök által vezetett és az őt támogató más pártokból álló Együtt, a baloldali pártok (Engedetlen Franciaország, Szocialista Párt, Az Ökológusok, Francia Kommunista Párt) összefogásából 2024 júniusában létrejött Új Népfront (NFP), illetve a szélsőjobboldali Nemzeti Tömörülés, ami A Köztársaságiak jelöltjeit is támogatta. A Köztársaságiak további jelöltjei voltak a negyedik blokk.
A választások előtti kutatások alapján úgy tűnt, hogy a második fordulóban több helyen is maradhat akár három jelölt is, ami ritka volt. Fontos volt az is, hogy a három fő blokk, az Együtt, az Új Népfront és a Nemzeti Tömörülés nézeteltérései miatt elhúzódhat a kormányalakítás a választást követően, ha egyik blokk se tud többséget szerezni a parlamentben. Ez akár ahhoz is vezethet, hogy leghamarabb egy évvel az eredeti választást követően Macronnak újabbat kell kiírnia.
A választás első fordulójában a Nemzeti Tömörülés megszerezte a szavazatok 33,21%-át, amit az Új Népfront követett 28,14%-kal, az Együtt 21,28%-kal, majd a Köztársaságiak 10,17%-kal. 1997 óta a legmagasabb volt a részvétel, 66,71%. Az eredmények következtében 306 választókerületben volt szükség három, ötben pedig négyszereplős második fordulóra. Az első fordulóban 76 jelöltet választottak meg közvetlenül, a Nemzeti Tömörülés által támogatott jelöltek közül 444 jutott a második fordulóba, az Új Népfront 415-öt, az Együtt pedig 321-et tudott felmutatni. A második fordulóra való regisztráció előtt az Új Népfront 134, az Együtt 82 jelöltje lépett vissza egymás javára, így csak 89 háromjelöltes és két négyjelöltes kerület maradt.
A választás előtti elvárásokkal ellentétben az Új Népfront által támogatott jelöltek nyerték meg a legtöbb széket a nemzetgyűlésben, míg az Együtt is felülteljesítette a számításokat, második helyen végezve, megelőzve az egyértelmű esélyes Nemzeti Tömörülést. A Belügyminisztérium adatai szerint az NFP jelöltjei 180 mandátumot szereztek (a többséghez 289-re volt szükség), az Együtt 159-et, az RN pedig mindössze 142-t. A Le Monde szerint az eloszlás 182–168–143. A választás után Gabriel Attal miniszterelnök bejelentette lemondását, amit azonban Macron elnök egyelőre nem fogadott el, utalva a hamarosan kezdődő olimpiai játékokra Párizsban. Végül július 16-án elfogadta a kormány lemondását, de a miniszterek ügyvivőként még egy ideig a helyükön maradtak.

## Háttér
A 2022-es választások után az Együtt elveszítette többségét a Nemzetgyűlésben, a koalíció tagja volt Emmanuel Macron elnök pártja, a Reneszánsz is. A fő ellenzéki blokkok, a szélsőbaloldali Új Ökológiai és Szociális Népszövetség (NUPES), illetve a Nemzeti Tömörülés (NR) ezzel ellentétben, növekvő népszerűségnek örvendtek. Ennek ellenére egyik párt sem nyerte meg a mandátumok többségét, 1988 óta először. Ennek következtében a francia alkotmány 49. tételét többször is felhasználták, amivel a kormány szavazás nélkül hozhatott törvényt. Élisabeth Borne ezt 23 alkalommal tette meg 2023 decemberéig.
2024. június 9-én, este kilenc óra körül Macron elnök feloszlatta a Nemzetgyűlést és bejelentette, hogy a hónap végén előrehozott választásokat rendeznek, ami arra utalt, hogy az Együtt nagy vereséget szenvedett a Nemzeti Tömörülés ellen az európai választásokon. Beszédében az elnök kijelentette, hogy a nacionalizmus terjedése veszélyt jelentett Európára és Franciaországra, illetve a francia nép szegénységéhez vezethet. A fordulók dátumait június 30-ra és július 7-re helyezte.

## Visszalépések
Az első forduló eredményei után az Új Népfront és az Együtt több jelöltje is visszalépett egymás javára, hogy megkönnyítsék a szélsőjobboldal legyőzését.
| Visszalépett jelöltek pártok szerint    | Visszalépett jelöltek pártok szerint    | Visszalépett jelöltek pártok szerint |
| Választókerület elosztása               | Visszalépő jelölt pártja                | Kerületek száma                      |
| --------------------------------------- | --------------------------------------- | ------------------------------------ |
| NFP–ENS–LR–RN                           | Nincs                                   | 2                                    |
| NFP–ENS–LR–RN                           | Együtt                                  | 2                                    |
| NFP–ENS–RN–más                          | Új Népfront vagy más                    | 1                                    |
| NFP–ENS–RN                              | Nincs                                   | 70                                   |
| NFP–LR–RN                               | Nincs                                   | 13                                   |
| Más kerületek három jelölttel           | Nincs                                   | 4                                    |
| NFP–ENS–RN                              | Új Népfront                             | 99                                   |
| NFP–ENS–RN                              | Együtt                                  | 79                                   |
| NFP–LR–RN                               | Új Népfront                             | 27                                   |
| Más választókerületek egy visszalépővel | Más választókerületek egy visszalépővel | 14                                   |
| Összesítve                              |                                         |                                      |
| Párt                                    | Visszalépett jelöltek                   | Visszalépett jelöltek                |
| Együtt                                  | 82                                      | 82                                   |
| Új Népfront                             | 134                                     | 134                                  |

## Eredmények
| Párt                           | Párt                           | Első forduló | Első forduló | Első forduló | Második forduló | Második forduló | Második forduló | Mandátumok | +/– |
| Párt                           | Párt                           | Szavazatok   | %            | M.           | Szavazatok      | %               | M.              | Mandátumok | +/– |
| ------------------------------ | ------------------------------ | ------------ | ------------ | ------------ | --------------- | --------------- | --------------- | ---------- | --- |
| Nemzeti Tömörülés              | Nemzeti Tömörülés              | 9 379 092    | 29,26        | 37           | 8 745 076       | 32,05           | 88              | 125        | +36 |
| Nemzeti Tömörülés              | A Szélsőjobboldal Uniója       | 1 268 822    | 3,96         | 1            | 1 364 947       | 5,00            | 16              | 17         | Új  |
| Nemzeti Tömörülés              | Összesen                       | 10 647 914   | 33,21        | 38           | 10 110 023      | 37,06           | 104             | 142        | +53 |
| Új Népfront                    | Új Népfront                    | 9 042 485    | 28,21        | 32           | 7 040 207       | 25,81           | 148             | 180        | +49 |
| Együtt                         | Együtt                         | 6 820 446    | 21,28        | 2            | 6 692 335       | 24,53           | 157             | 159        | –86 |
| A Köztársaságiak               | A Köztársaságiak               | 2 106 166    | 6,57         | 1            | 1 474 722       | 5,41            | 38              | 39         | –25 |
| További jobboldali             | További jobboldali             | 1 154 785    | 3,60         | 2            | 980 547         | 3,59            | 25              | 27         | +17 |
| További baloldali              | További baloldali              | 490 898      | 1,53         | 0            | 401 063         | 1,47            | 12              | 12         | –9  |
| További centrista              | További centrista              | 391 423      | 1,22         | 0            | 177 164         | 0,65            | 6               | 6          | +2  |
| További szélsőbaloldali        | További szélsőbaloldali        | 366 594      | 1,14         | 0            |                 |                 |                 | 0          | 0   |
| Regionalista                   | Regionalista                   | 310 727      | 0,97         | 0            | 288 201         | 1,06            | 9               | 9          | –1  |
| Visszahódítás                  | Visszahódítás                  | 238 934      | 0,75         | 0            |                 |                 |                 | 0          | 0   |
| Ökologisták                    | Ökologisták                    | 182 478      | 0,57         | 0            | 37 808          | 0,14            | 1               | 1          | –   |
| Egyéb                          | Egyéb                          | 142 871      | 0,45         | 0            | 38 025          | 0,14            | 1               | 1          | 0   |
| Szuverén jobb                  | Szuverén jobb                  | 90 110       | 0,28         | 0            | 18 672          | 0,07            | 0               | 0          | –1  |
| További szélsőjobboldali       | További szélsőjobboldali       | 59 679       | 0,19         | 1            | 23 216          | 0,09            | 0               | 1          | +1  |
| A Baloldal Radikális Pártja    | A Baloldal Radikális Pártja    | 12 434       | 0,04         | 0            |                 |                 |                 | 0          | –1  |
| Összesen                       | Összesen                       | 32 057 944   | 100,0        | 76           | 27 281 983      | 100,0           | 501             | 577        | 0   |
|                                |                                |              |              |              |                 |                 |                 |            |     |
| Érvényes szavazatok            | Érvényes szavazatok            | 32 057 944   | 97.41        |              | 27 281 983      | 94,50           |                 |            |     |
| Érvénytelen szavazatok         | Érvénytelen szavazatok         | 267 803      | 0.81         |              | 395 533         | 1,37            |                 |            |     |
| Üresen hagyott szavazatok      | Üresen hagyott szavazatok      | 582 908      | 1.77         |              | 1 192 812       | 4,13            |                 |            |     |
| Összes szavazat                | Összes szavazat                | 32 908 655   | 100,0        |              | 28 870 328      | 100,0           |                 |            |     |
| Regisztrált szavazók/Részvétel | Regisztrált szavazók/Részvétel | 49 332 709   | 66,71        |              | 43 328 539      | 66,63           |                 |            |     |
| Forrás: Belügyminisztérium     |                                |              |              |              |                 |                 |                 |            |     |